# Yūichi Nakamura
Yūichi Nakamura (jap. 中村 悠一 Nakamura Yūichi) (ur. 20 lutego 1980 w prefekturze Kagawa) – japoński seiyū, związany z agencją Intention (wcześniej z Sigma Seven).

## Role
Ważniejsze role w anime:
- JoJo’s Bizarre Adventure – Bruno Bucciarati
- Jujutsu Kaisen – Satoru Gojō
- Haikyu!! – Kuroo Tetsurō
- Bestia z ławki obok – Yūzan Yoshida
- Muteki Kanban Musume – Akihiko Ohta
- Magical Girl Lyrical Nanoha StrikerS – Vice Granscenic
- Kono Aozora ni Yakusoku wo – Wataru Hoshino
- Ookiku Furikabutte – Takaya Abe
- Clannad – Tomoya Okazaki
- Shugo Chara! – Ikuto Tsukiyomi
- Kidō Senshi Gundam 00 – Graham Aker
- Macross Frontier – Alto Saotome
- Blassreiter – Bradley Guildford
- Neo Angelique Abyss – Jet
- Wagaya no Oinari-sama – Kūgen Tenko
- Kurogane no Linebarrels – Reiji Moritsugu
- Inazuma Eleven – Kōjirō Genda, Jin Kageno, Mark Kruger
- Basquash! – Iceman Hotty
- Fullmetal Alchemist Brotherhood – Greed
- Fairy Tail – Gray Fullbuster
- Kimi ni todoke – Ryu Sanada
- Tatakau Shisho – Volken Macmani
- Arakawa Under the Bridge – Ostatni Samuraj
- Break Blade – Hodr
- Dance in the Vampire Bund – Akira Kaburagi Regendorf
- Durarara!! – Kyōhei Kadota
- Shinryaku! Ika Musume – Gorō Arashiyama
- Ore no Imouto ga Konna ni Kawaii Wake ga Nai – Kyosuke Kosaka
- Guilty Crown – Gai Tsutsugami
- Itsuka Tenma no Kuro Usagi – Gekkou Kurenai
- Sekaiichi Hatsukoi – Hatori Yoshiyuki
- Working!! – Yōhei Mashiba
- Aquarion Evol – Towano Mykage
- Btooom! – Nobutaka Oda
- Hyōka – Hōtarō Oreki
- K – Rikio Kamamoto
- Inu x Boku SS – Sōshi Miketsukami
- La storia della Arcana Famiglia – Luca
- Koi to Senkyo to Chocolate – Yūki Ōjima
- Magi: The Labyrinth of Magic – Kouen Ren
- Natsuyuki Rendez-vous – Ryōsuke Hazuki
- Zettai Karen Children – Kōichi Minamoto
- Kakumeiki Valvrave – Raizo Yamada
- Karneval – Jiki
- Watashi ga motenai no wa dō kangaetemo omaera ga warui! – Tomoki Kuroki
- Saikyou Ginga Ultimate Zero – Rei the Number One Star
- Log Horizon – William Massachusetts
- Gundam Build Fighters – Ricardo Fellini
- Hamatora – Ratio
- Kenzen Robo Daimidaler – Henry
- Mahōka Kōkō no Rettōsei – Tatsuya Shiba
- Nobunaga Concerto – Kinoshita Tōkichirō
- Nobunaga the Fool – Gajusz Juliusz Cezar
- Rokujōma no Shinryakusha!? – Kōtarō Satomi
- Tiger & Bunny – Ryan Goldsmith
- World Trigger – Yūichi Jin
- Donten ni Warau – Tenka Kumō
- Hataraku saibō – Komórka pamięci

## Wyróżnienia
Yūichi Nakamura dwukrotnie znalazł się na liście 10 najlepszych aktorów głosowych Newtype Anime Awards. W 2012 roku miesięcznik „Newtype” umieścił go na czwartym miejscu, a dwa lata później – na piątej pozycji.